# Astoria (stanice metra v Budapešti)

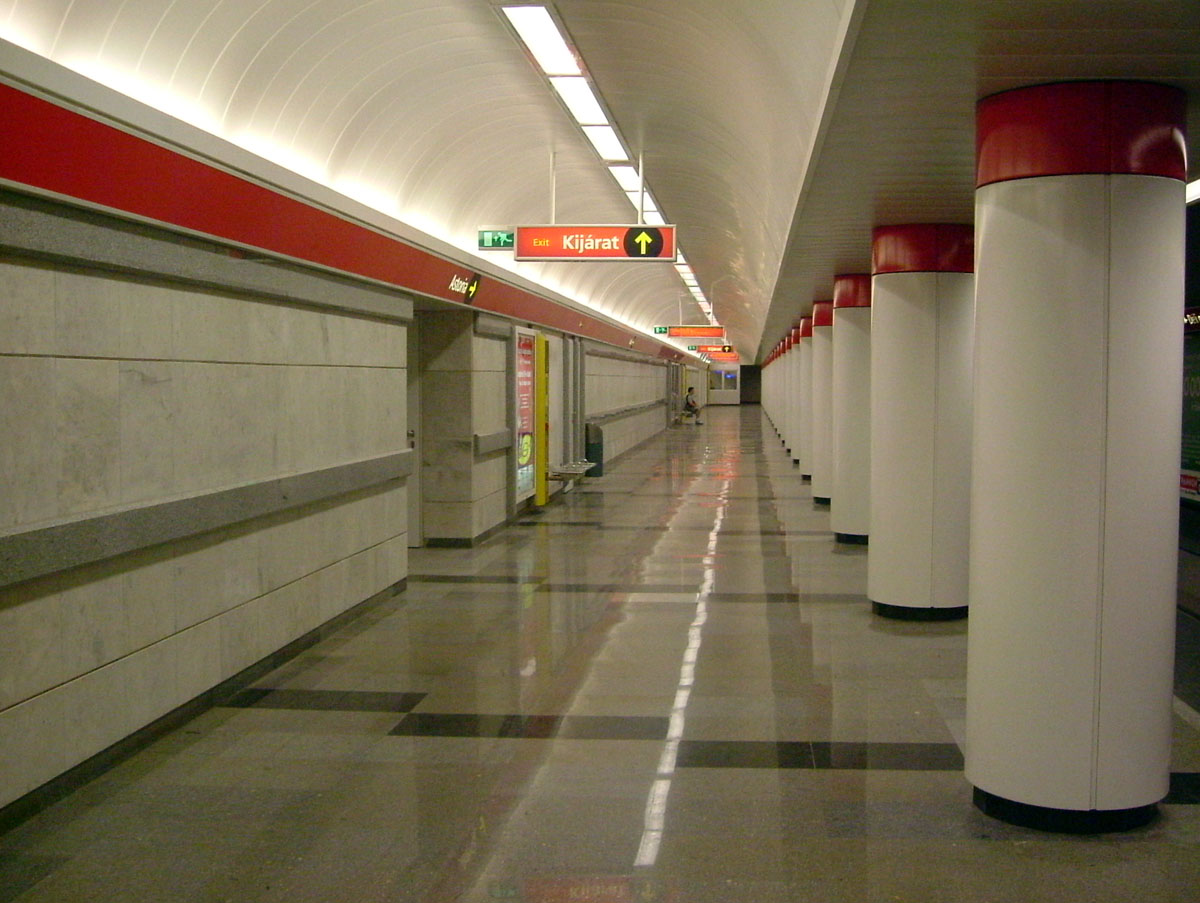
nástupiště stanice

Astoria je stanice metra v Budapešti na lince M2, v její centrální části. Nachází se pod známým hotelem stejného názvu východním směrem od centra města. Otevřena byla roku 1970 jako součást prvního provozního úseku červené linky.
Jedná se o klasickou raženou trojlodní stanici se zkrácenou střední lodí a jedním výstupem. Založena je v hloubce 29 m a její nástupiště má délku 105,4 m. Roku 2005 byla rekonstruována; kompletně byly vyměněny veškeré obklady a celému nástupišti byl tak dán modernější vzhled. Do budoucna se počítá s další přestavbou stanice, jelikož by zde mělo vzniknout nové nástupiště, a to pro linku M5, která se plánuje vedená zhruba ve směru, vedoucím právě přes stanici Astoria. V místě je umožněn přestup na tramvajové linky 47, 48 a 49.